# Великий Куйген
Великий Куйге́н (каз. Үлкенкүйген) — село у складі Курмангазинського району Атирауської області Казахстану. Входить до складу Жанаталапського сільського округу.
У радянські часи село називалось Куйган.
Населення — 125 осіб (2021; 242 у 2009, 202 у 1999, 381 у 1989).